# Hermod Lannung
Lars Hermod Skræntskov Larsen Lannung (9. november 1895 på Vestervang, Høng – 14. oktober 1996) var en dansk jurist og politiker.

## Liv og virke
Lannung begyndte tidligt sit politiske engagement i Radikal Ungdom. I 1917 blev han tilknyttet det danske gesandtskab i Sankt Petersborg, hvor han til 1919 tog sig af krigsfanger. Han lærte Vidkun Quisling at kende, som assisterede Fridtjof Nansen i nødsarbejdet ved hungerkatastrofen holodomor. Lannung reagerede på Quisling valg af kone, da Quisling indgik sit første ægteskab.
I 1921 blev Lannung generalsekretær for Den internationale Liga af Demokratiske Ungdomssamfund, der var grundlagt kort forinden. Han blev cand.jur. i 1922 og blev landsretssagfører i 1928. Det politiske arbejde fortsatte han, fra 1933 til 1973 som medlem af både hovedbestyrelsen og forretningsudvalget i Det Radikale Venstre. I 1939 blev han valgt til Landstinget, hvor han sad til 1947. Han var medlem af Folketinget fra 1957 til 1960. Fra 1933 til 1951 var han også medlem af Københavns Borgerrepræsentation. Fra 1961 sad Lannung i styrelsen for Hovedstadens Grænseforening. 
Han var medlem af En Verden.
Hans store interesse var det internationale samarbejde, ikke mindst det nordiske. I 1947 var han medstifter af den internationale organisation for liberale partier, Liberal International. Han havde flere internationale tillidsposter, fx medlem af Europarådet 1949-1967. Han var særligt optaget af menneskerettighedsspørgsmål. Lannung var diplomat ved FN i New York. En del af sin formue anbragte han i Hermod Lannungs Fond, hvis formål er at støtte, styrke og videreudvikle FN. 
Lannung var fra 1924 medlem af Landsforeningen Danmark-Sovjetunionen (der i 1992 skiftede navn til Dansk-Russisk Forening). Fra 1974 til sin død i 1996 var han foreningens formand.
Lannung var kunstsamler, hvor han fra 1917 til 1919 og 1922 til 1924 havde indkøbt russisk kunst. Denne kunstsamling testamenterede han i 1988 til Vestsjællands Kunstmuseum, hvor den siden 1997 er indgået i samlingen. I 1984 oprettede han Hermod Lannungs Museumsfond.
Lannung er begravet på Vestre Kirkegård i København.
Club Lannung er en københavnsk klub for studerende, der deltager i Det Nordiske Processpil om Menneskerettigheder. Den er opkaldt efter Hermod Lannung. 
I 2014 blev der opstillet en mindesten for Lannung i Høng.